# Sequehart British Cemetery N°2
Sequehart British Cemetery No 2 est un cimetière militaire de la Première Guerre mondiale situé sur le territoire de la commune de Sequehart dans le département de l'Aisne.

## Historique
Le village de Sequehart a été occupé par les Allemands dès le 28 août 1914 et a été épargné par les combats jusqu'en octobre 1918 date de sa reprise par les troupes britanniques, les 5e et 6e Royal Scots et le 15e Highland Light Infantry  .

## Caractéristique
Sequehart a été pris le 3 octobre 1918 après trois jours de combats. Le cimetière britannique no 2 a été créé le 10 octobre 1918. Il comprend 62 tombes de soldats britanniques, dont 4 sont non identifiés, tous tombés dans les 8 premiers jours d'octobre. Ce cimetière est situé non loin de l'autre cimetière britannique Sequehart British Cemetery N°1; on y accède par un sentier engazonné.

## Galerie

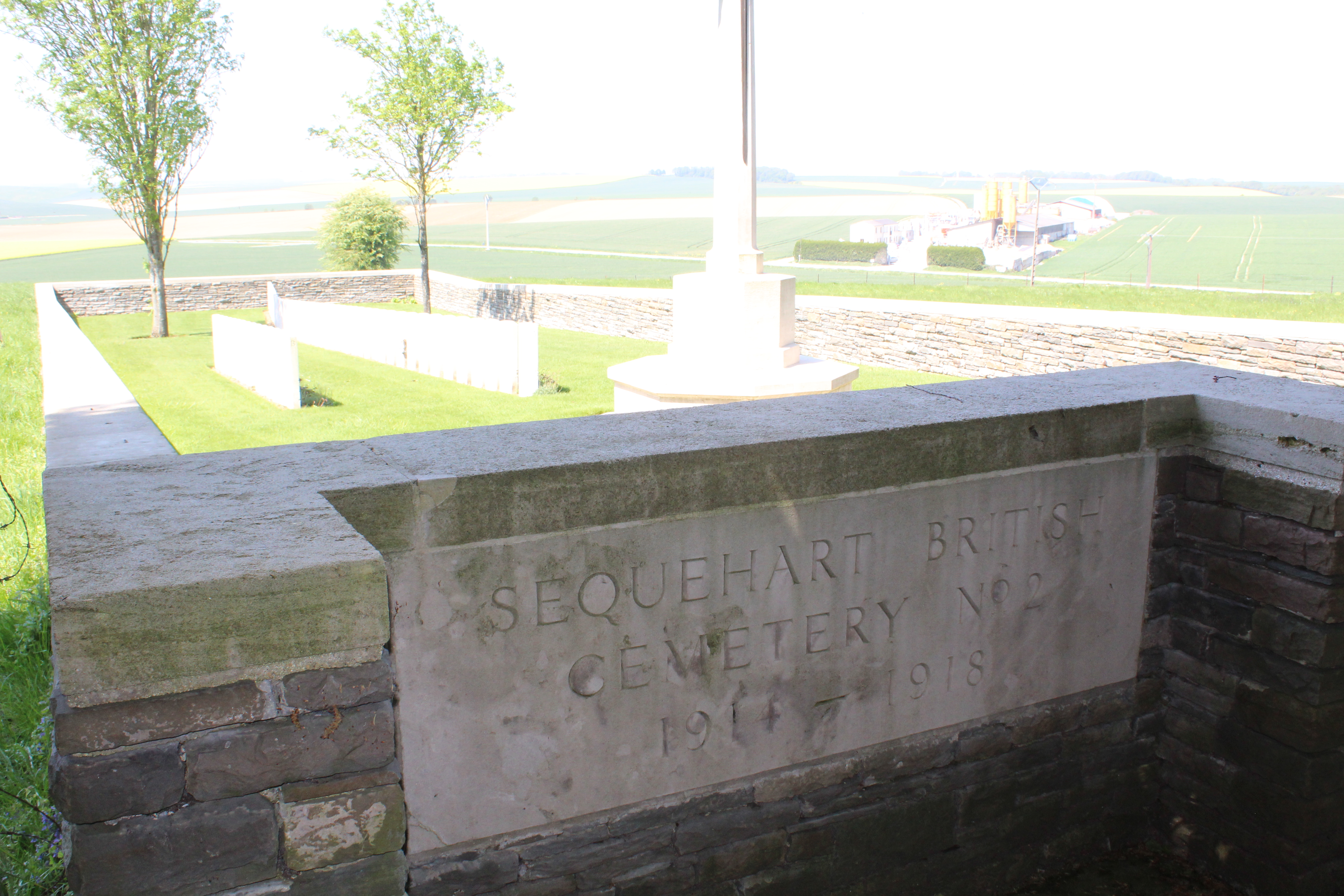
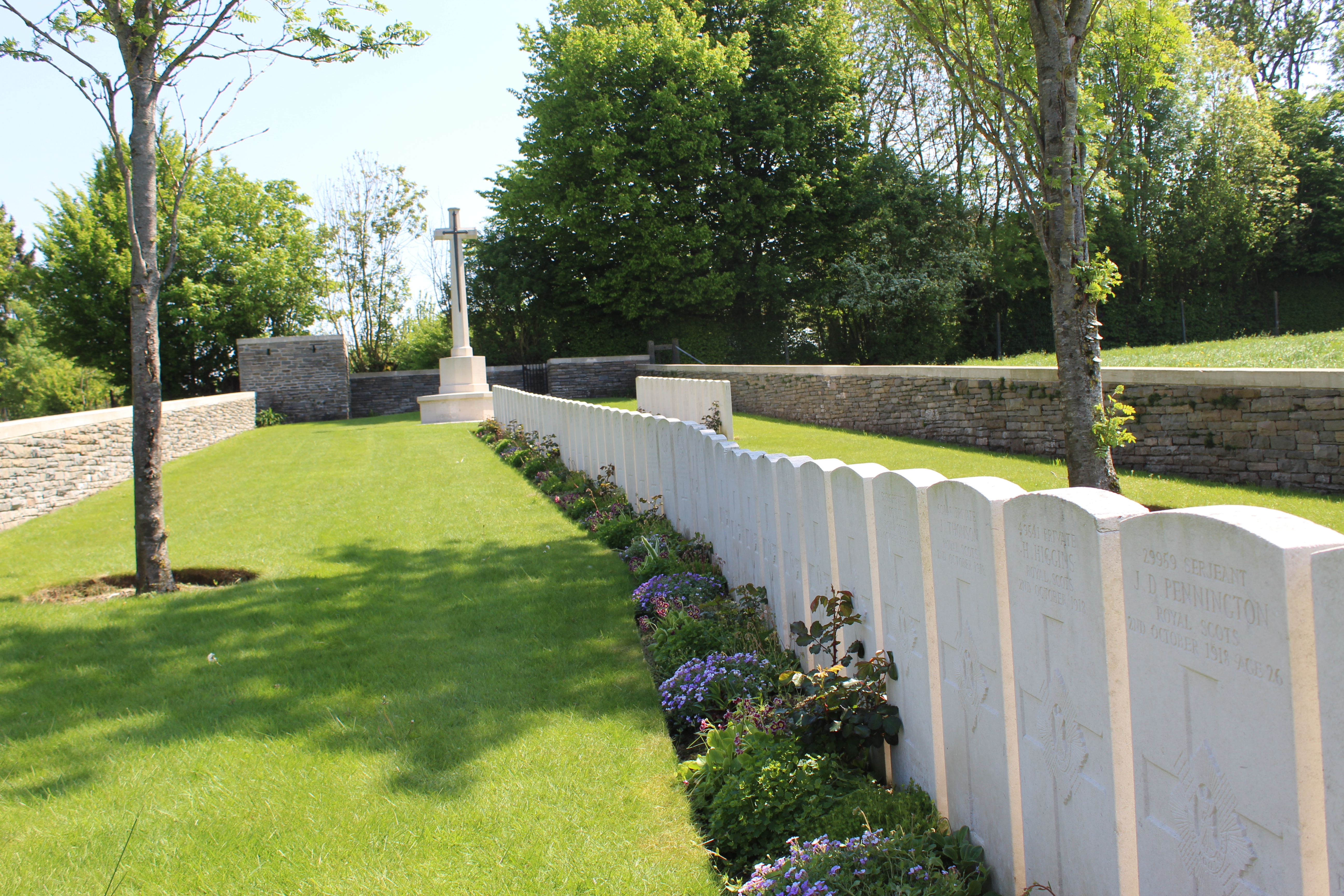
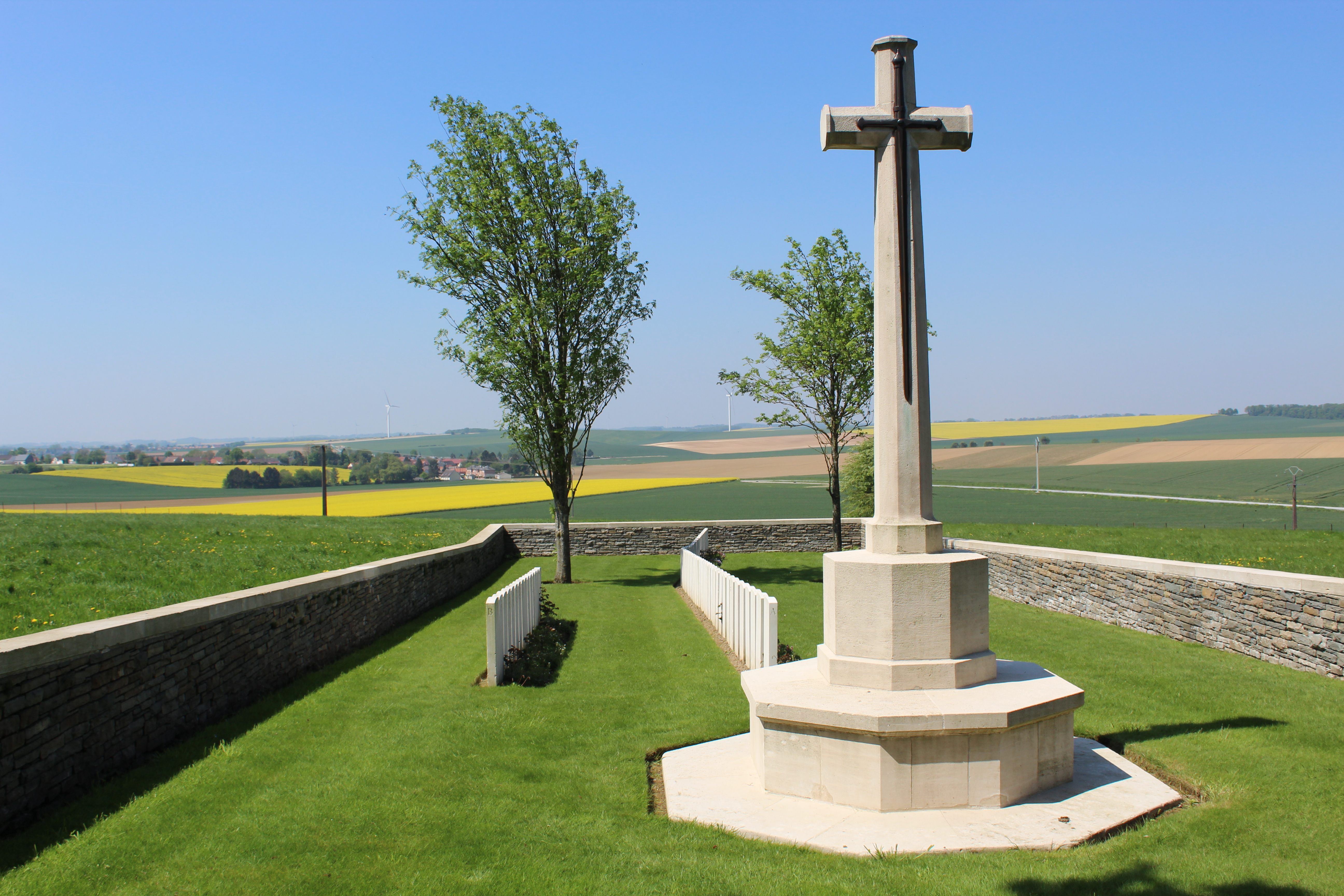

## Sépultures
| Pays        | Sépultures |
| ----------- | ---------- |
| Royaume-Uni | 62         |